# Thelepus taamensis
Thelepus taamensis är en ringmaskart som beskrevs av Maurice Caullery 1944. Thelepus taamensis ingår i släktet Thelepus och familjen Terebellidae. Inga underarter finns listade i Catalogue of Life.